# 小豆沢神社
小豆沢神社（あずさわじんじゃ）は、東京都板橋区の神社。

## 概要
創建年代は不明であるが、一説では康平年間（1058年～1065年）に源義家によって勧請されたといわれている。江戸時代は「十二天社」と呼ばれており、小豆沢村の鎮守であった。
1869年（明治2年）、「小豆沢神社」に改称された。
社殿は志村古墳群を構成する「小豆沢観音塚古墳」の上に建っている。昭和の改築前は、もっと古墳の原型を保っていたという。

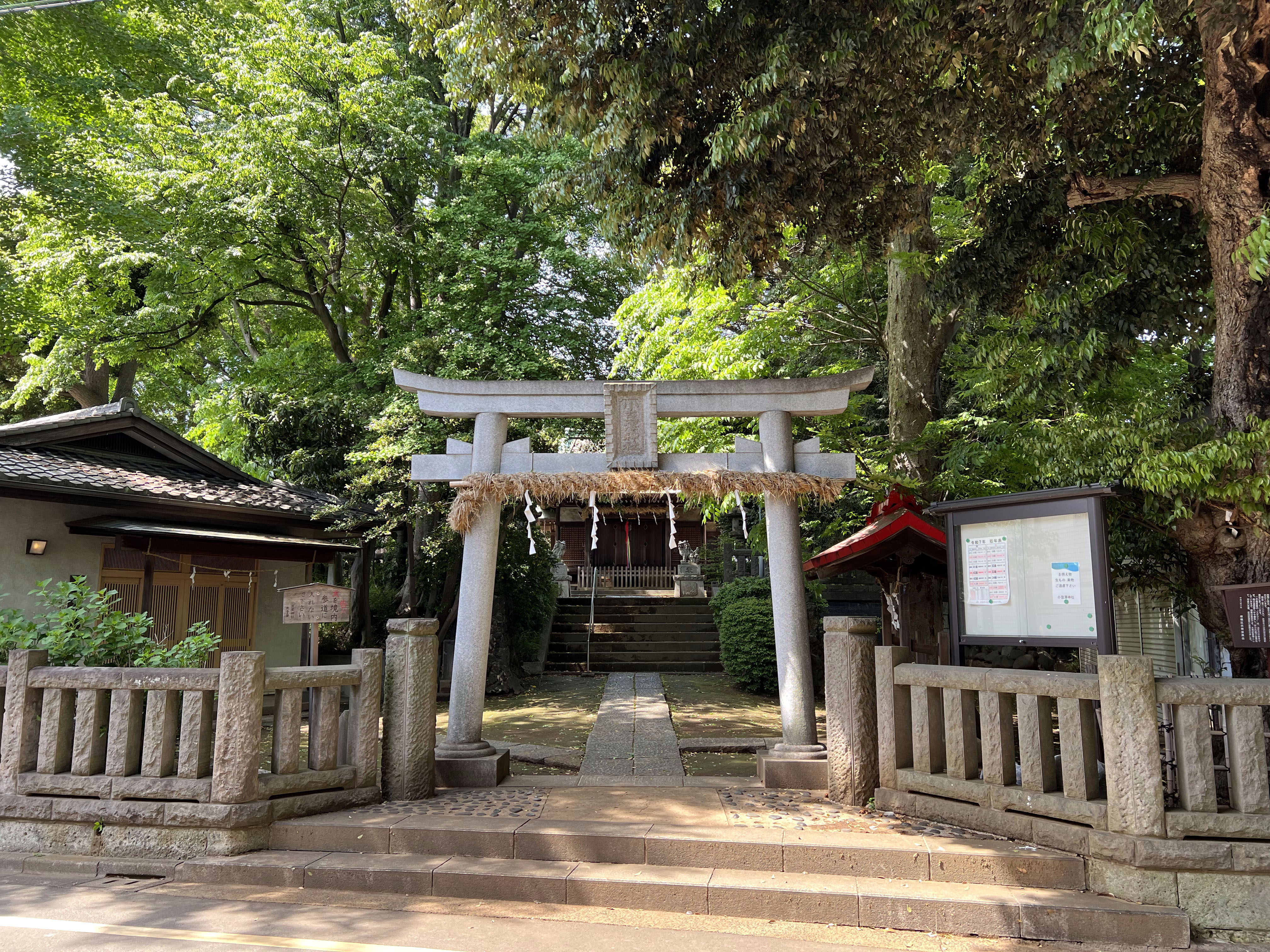
二の鳥居
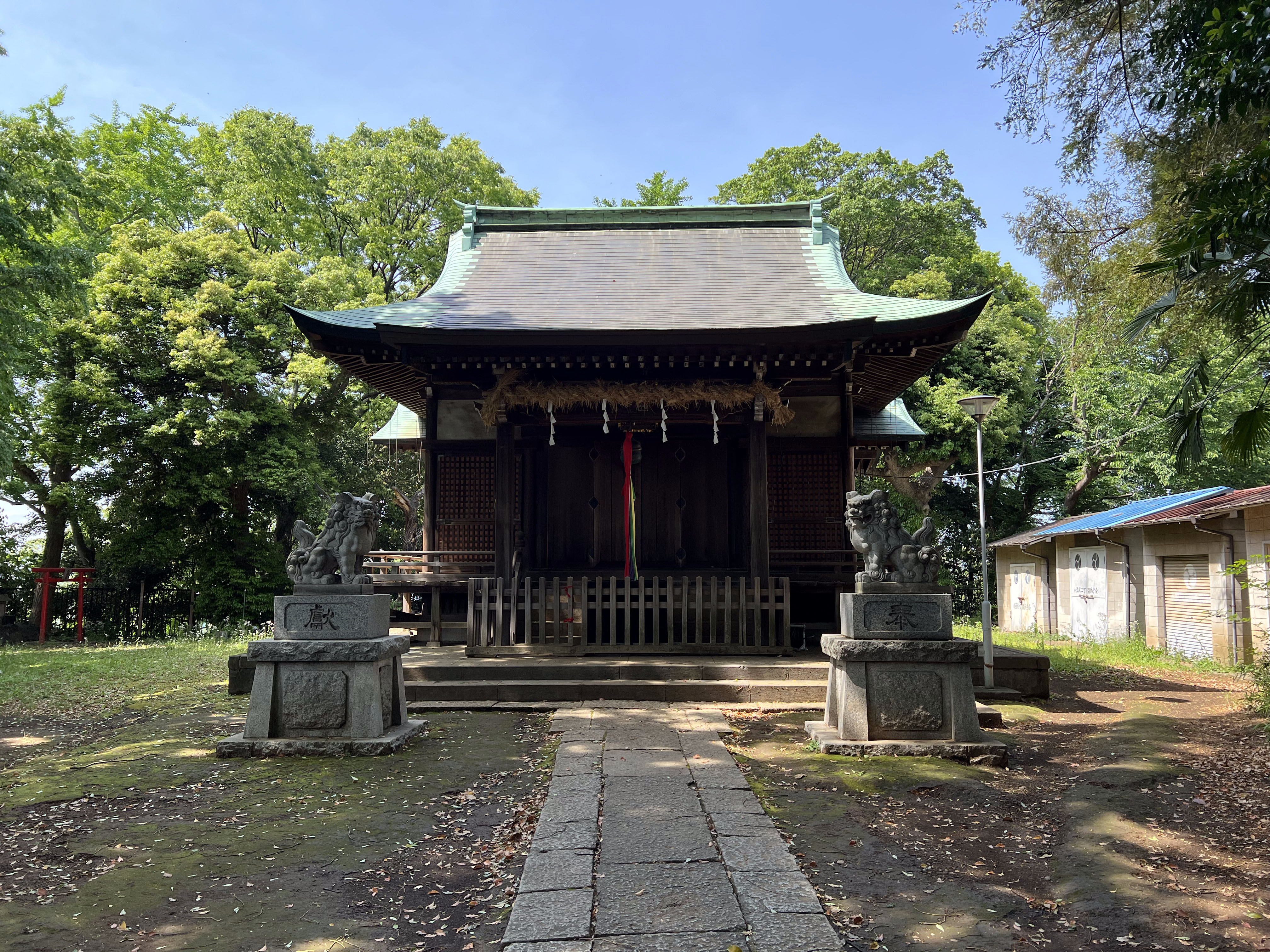
拝殿

## 摂末社
- 稲荷神社
- 諏訪神社
- 天満宮

## 氏子区域
- 小豆沢1～4丁目

## 交通アクセス
- 志村坂上駅より徒歩8分。

## 兼務社
小豆沢神社宮司の兼務社は以下の通り。
- 志村熊野神社
- 西熊野神社